# 9669 Symmetria
9669 Symmetria este o planetă minoră (asteroid), cu un diametru de 11,371 km, din centura de asteroizi. A fost descoperită pe 8 iulie 1997 la Prescott Observatory⁠(d) de Paul G. Comba⁠(d) și a fost numită după simetrie. 
Obiectul prezintă o orbită caracterizată de o semiaxă mare de 3,2263701 UAi, o excentricitate de 0,19, o înclinație de 0,44202 ° în raport cu ecliptica.